# WaKeeney
WaKeeney è un comune degli Stati Uniti d'America, situato nello Stato del Kansas, nella Contea di Trego, della quale è il capoluogo.